# Rifugio Quinto Alpini
Das Rifugio Quinto Alpini (auch Rifugio V° Alpini, vollständiger Name Rifugio Quinto Reggimento Alpini – Bertarelli) ist eine Schutzhütte der Sektion Mailand des Club Alpino Italiano (CAI).
Es liegt an der Südflanke des Monte Zebrù in den Ortler-Alpen auf 2877 m s.l.m. oberhalb des Val Zebrù und gehört zur Gemeinde Valfurva, die in der italienischen Provinz Sondrio in der Lombardei liegt. Etwas unterhalb liegt das als Dependance und Winterraum genutzte Rifugio Bertarelli.

## Geschichte

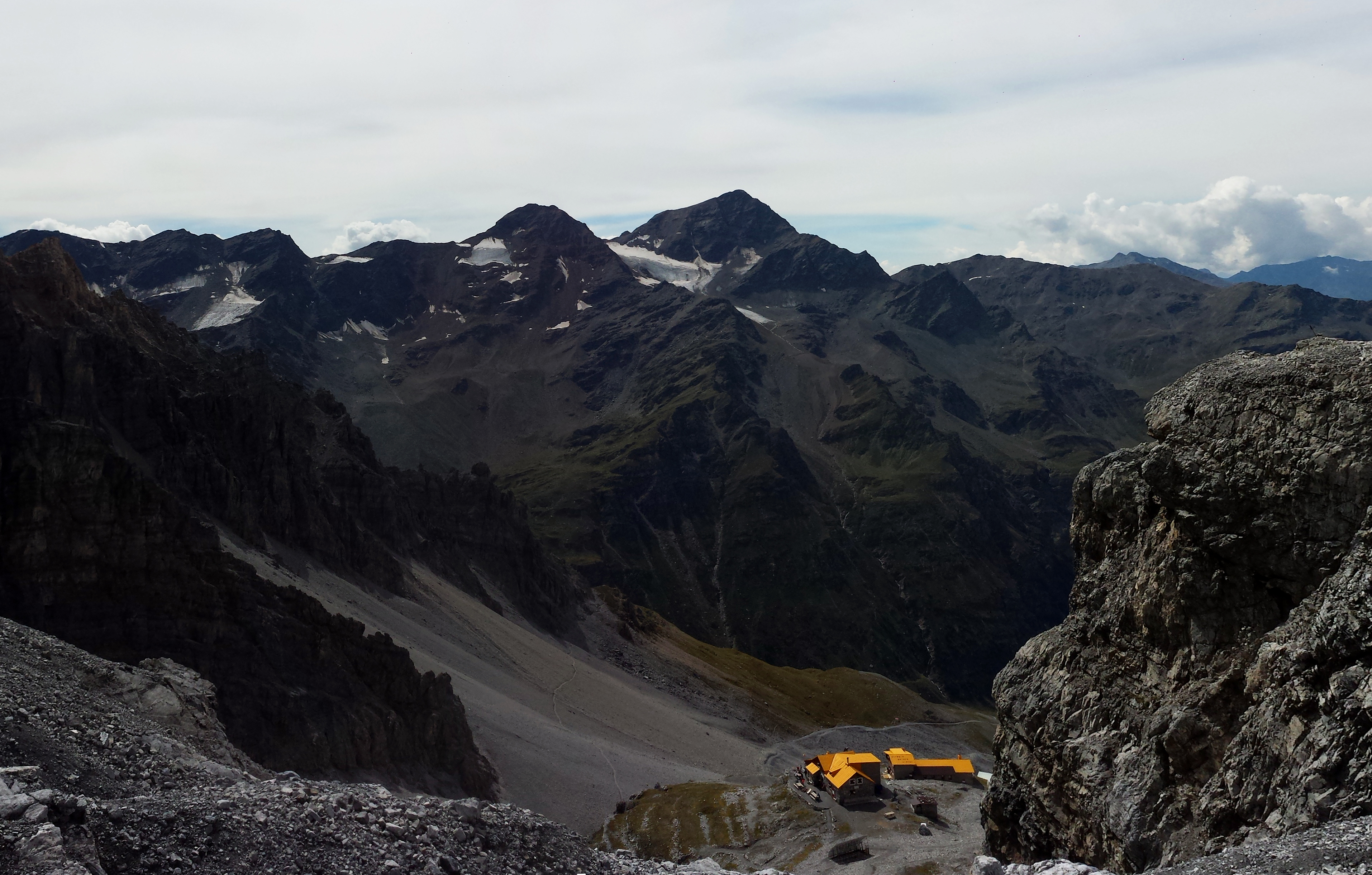
Das Rifugio Quinto Alpini (links) und Bertarelli (rechts) im oberen Val Zebrù, im Hintergrund der Monte Confinale

Die Berghütte wurde 1884 als Capanna Milano von der Sektion Mailand des Club Alpino Italiano erbaut, um die zentralen Gipfel des Hauptkammes der Ortler-Alpen von Süden zugänglich zu machen. 1901 wurde sie erstmals erweitert.
Während des Ersten Weltkrieges war in der Hütte das Abschnittskommando der im Val Zebrù operierenden italienischen Truppen untergebracht und bildete einen Eckpunkt in der Verteidigung der italienischen Ortlerfront. 1926 wurde sie im Gedenken an das hier im Krieg eingesetzte 5. Alpini Regiment umbenannt. 
1928 wurde das Rifugio V° Alpini komplett neu errichtet. Etwas unterhalb entstand aus einer ehemaligen Kriegsbaracke das Rifugio Bertarelli, benannt nach dem Alpinisten Guido Bertarelli, der als Alpini-Offizier im Ersten Weltkrieg an der Ortlerfront kämpfte und nach dem Krieg einen wesentlichen finanziellen Beitrag zum Wiederaufbau des Rifugio Quinto Alpini leistete.

## Zugang
Die beiden Hütten sind von Westen von San Nicolò Valfurva durch das Val Zebrù aus in 4 Stunden zu erreichen. Vom letzten Parkplatz führt auch ein Shuttledienst bis zur Baita del Pastore. Des Weiteren gibt es einen Hüttenübergang zum Rifugio Pizzini-Frattola, der über den Nördlichen Ortlerpass ins Val Cedec führt.

## Gipfeltouren
- Monte Zebrù (3735 m s.l.m.): über den Zebrùgletscher zum Hochjoch, über die Nordwand oder den Westgrat auf den Gipfel; 3.30 h, UIAA-Schwierigkeit PD.
- Thurwieserspitze (3652 m s.l.m.): über den steilen Ostgrat; 3.00 h, UIAA-Schwierigkeit AD.
- Königspitze (3851 m s.l.m.): über die Cima Miniera und den kurzen Suldengrat; 4.30 h, UIAA-Schwierigkeit D.
- Ortler (3905 m s.l.m.): vom Hochjoch über den Hochjochgrat; 5 h, UIAA-Schwierigkeit AD.

## Nachbarhütten
- Rifugio Pizzini-Frattola (2706 m) in 3 Stunden
- Rifugio Borletti (2188 m)
- Livriohütte (Rifugio Livrio)[3]